# Echo (Framework)
Pour les articles homonymes, voir Écho.
Echo est un framework orienté web (RIA) créé par la société NextApp en Open Source. Sa création avait  pour but d'améliorer la vitesse de développement d'application web basé sur Swing (Java). Echo utilise les concepts retrouvés dans le modèle swing, comme les composants et la programmation évènementielle, mais appliqué à un rendu AJAX.

## Echo 2
Le framework Echo sort en 2005, et NextApp annonce que son framework augmente de façon "net" les performances et l'interactivité  côté utilisateur grâce à un nouveau moteur de rendu basé sur la technologie AJAX.

## Echo 3
En 2007, Echo 3 est porté sur le navigateur et non plus le client en proposant un framework objet natif javascript basé sur un protocole serveur-client XML.

## Avantages/Inconvénients
GWT est souvent comparé à Echo car ce dernier propose une programmation par modèle qui fait totalement abstraction de l'interface graphique. Mais Echo 2 diffère radicalement de GWT dans sa façon d'interagir avec JavaScript. GWT compile du code Java en JavaScript qui s'exécute sur le client, Echo 2 est contrôlé par le serveur.
Des implémentations proches de Echo se retrouvent dans des infrastructures Web utilisant Flash ou Java 
- Vaadin : framework Java côté serveur orienté objet et évènement utilisant GWT
- Thinwire : framework Java côté serveur dynamique, orienté objet utilisant AJAX pour simuler un logiciel
- ZK : framework java, orienté évènement utilisant un protocole AJAX mais une interface XUL/XHTML et ZUML
- Openlaszlo : framework basé sur XML (LZX) compilé dynamiquement sur le serveur utilisant un protocole SOAP et XML-RPC pour un rendu binaire SWF
- jSeamless

## Projets liés
Echo a inspiré de nombreux projets comme :
- EchoPoint: "Next Generation"[2] : Bibliothèque de composants
- Cooee framework[3] : Un projet basé sur Echo 2
- Echo2Struts[4] : Une implémentation struts compatible
- Hibernate-Spring-Echo[5] : Application prête à l'emploi incluant Echo2
- Google maps for Echo2[6] : Implémentation Google Maps
- Gannt Charting for Echo2[7] : Diagramme de Gantt
- Echo2Faces[8] : XML pour Echo2
- Moomba[3] : Un projet qui implémente l'API Eclipse
- jZeno[9] : Une application qui utilise une version optimisée d'Echo comme moteur de rendu.
- Aejaks[10] : Une couche Jacl s'appuyant sur Echo2 pour créer des applications web élaborées.